# فلورا مارتينيز
فلورا مارتينيز (بالإسبانية: Flora Martínez)‏ هي ممثلة كولومبية، ولدت في 1 نوفمبر 1977 بمونتريال في كندا.

## أعمال

### أفلام
- (2000) دليل على الحياة[3]

## وصلات خارجية
- فلورا مارتينيز على موقع IMDb (الإنجليزية)
- فلورا مارتينيز على موقع ألو سيني (الفرنسية)
- فلورا مارتينيز على موقع أول موفي (الإنجليزية)
- فلورا مارتينيز على موقع قاعدة بيانات الفيلم (الإنجليزية)
- فلورا مارتينيز على موقع كينوبويسك (الروسية)